# Lungisani Ndlela
Lungisani Lionel Ndlela est un footballeur sud-africain évoluant au poste d'attaquant, né le 8 septembre 1980 à Frankfort, dans l'État-Libre, en Afrique du Sud.

## Biographie
En tant qu'attaquant, il porta le maillot des Bafana Bafana en 2005. 
Il participa à la Gold Cup 2005. Invitée par la CONCACAF, l'Afrique du Sud participe à ce tournoi régional. Il inscrit deux buts dans ce tournoi : un contre la Jamaïque et contre le Panama. Les Bafana Bafana sont sortis en quarts de finale. 
Il joue la COSAFA Cup 2005, terminant demi-finaliste du tournoi.
En club, il joue dans différents clubs (Pretoria University (en), Moroka Swallows Football Club, Supersport United Football Club) et joue actuellement aux Mamelodi Sundowns Football Club. Il remporta une coupe d'Afrique du Sud en 2004 et un championnat d'Afrique du Sud en 2007.

## Clubs
- -2003 :  Pretoria University (en)
- 2003-2005 :  Moroka Swallows Football Club
- 2005-2006 :  Supersport United Football Club
- 2006- :  Mamelodi Sundowns Football Club

## Palmarès
- Coupe d'Afrique du Sud de football

- - Vainqueur en 2004
  - Finaliste en 2007
- Championnat d'Afrique du Sud de football
  - Champion en 2007